# Европейская партия (Молдова)
Европейская партия (рум. Partidul European) — правоцентристская политическая партия в Республики Молдова.

## Руководство партии
- Виорел Гимпу — председатель Европейской партии

## Результаты на выборах
На всеобщих местных выборах 2007 года Европейская партия участвовала самостоятельно.
- Муниципальные и районные советы — 0,16 % голосов.
- Городские и сельские советы — 0,03 % голосов и 2 мандата.

Кандидатом партии на выборах примара Кишинёва стала Людмила Болбочану, которая в 1 туре набрала 0,52 % голосов.
На всеобщих местных выборах 2011 года Европейская партия участвовала самостоятельно.
- Городские и сельские советы — 0,03 % голосов и 3 мандата.